# Proa valdearinnoensis
Proa valdearinnoensis es la única especie conocida del género extinto Proa de dinosaurio ornitópodo iguanodontiano que vivió a mediados del período Cretácico hace unos 112 millones de años, durante el Albiense inferior, en lo que es hoy Europa.

## Descripción
Proa era un representante basal de la Iguanodontidae y medía unos 8 metros de largo. Se distingue de otros hadrosauriformes basales, especialmente otros iguanodóntidos, por tener un predentario que alcanza el margen rostral, con procesos laterales divergentes. También se puede diagnosticar mediante una combinación única de caracteres, fila dentaria dentaria convexa dorsalmente en vista lateral; fila de dientes dentarios que se extiende caudalmente hasta la base de la apófisis coronoides, plataforma entre la fila de dientes dentarios y la base de la apófisis coronoides; la apófisis coronoides se expandió a lo largo de los márgenes rostral y caudal; maxilar carece de proceso rostrodorsal; cuadrar recto en vista lateral; ilion con margen dorsal convexo dorsalmente, proceso supraacetabular no colgante y proceso postacetabular que se estrecha sin romper la pendiente a lo largo de su margen dorsal; proceso púbico craneal cóncavo a lo largo de su margen dorsal pero carece de expansión del extremo distal.

## Descubrimiento e investigación
Sus restos se encontraron en la mina Santa María, en rocas de la Formación Escucha en Ariño, provincia de Teruel, España. Este abarca a una única especie, denominada Proa valdearinnoensis por haber sido encontrado en la Val de Ariño. Se basa en el holotipo, MAP AR-1/19, un cráneo con mandíbulas bastante completo aunque no estaba articulado; además, se han encontrado restos craneales y postcraneales de varios individuos más. El nombre genérico proviene de la palabra española "proa", que alude a la forma puntiaguda del hueso predentario del animal, mientras que el nombre específico se deriva de Val de Ariño, el nombre del paraje donde se encontraron los primeros fósiles. El animal fue descrito sobre la base de tres esqueletos parciales y varios elementos del cráneo de diferentes individuos.

## Clasificación
Tras un minucioso estudio filogenético, Proa aparece como muy próximo a Iguanodon en la base de los Hadrosauriformes. Es más basal que Hypselospinus del Valanginiense y Mantellisaurus del Barremiense tardío y Aptiense temprano, lo que sugiere que existe un largo "linaje fantasma" hasta llegar a esta especie. En su osteología de Hypselospinus , Norman en 2015 recuperó Proa en un Iguanodontidae monofilético más cercano a los Bolong y Jinzhousaurus de Asia Oriental que a otros miembros europeos de Iguanodontidae. Verdu et al en 2017 lo recuperaron como parte del clado euroasiático que incluye Xuwulong, Altirhinus, Koshisaurus y Gongpoquansaurus, Proa se encontró en la posición más derivada como taxón hermano de Batyrosaurus.